# Opisthoteuthis californiana
Opisthoteuthis californiana is een soort in de taxonomische indeling van de inktvissen, een klasse dieren die tot de stam der weekdieren (Mollusca) behoort. De inktvis komt enkel in zout water voor en is in staat om van kleur te veranderen. Hij beweegt zich voort door water in zijn mantel te pompen en het er via de sifon weer krachtig uit te persen. De inktvis is een carnivoor en zijn voedsel bestaat voornamelijk uit vis, krabben, kreeften en weekdieren die ze met de zuignappen op hun grijparmen vangen.
Vanaf het hoofd loopt over alle armen een rij witte stippen. De functie van deze stippen is onbekend. Vermoed wordt dat ze het dier helpen om licht en schaduw te kunnen zien.
De inktvis komt uit het geslacht Opisthoteuthis en behoort tot de familie Opisthoteuthidae. Opisthoteuthis californiana werd in 1949 beschreven door Berry.